# (242479) Marijampole
(242479) Marijampole est un astéroïde de la ceinture principale.

## Description
(242479) Marijampole est un astéroïde de la ceinture principale. Il fut découvert le 12 octobre 2004 à Moletai par Kazimieras Černis et Justas Zdanavičius. Il présente une orbite caractérisée par un demi-grand axe de 2,25 UA, une excentricité de 0,17 et une inclinaison de 6,6° par rapport à l'écliptique.

## Compléments